# 동명초등학교 (충북)
동명초등학교는 대한민국 충청북도 제천시에 있는 공립 초등학교이다.

## 학교 연혁
- 1908년 11월 20일, 사립 측량학교 개교
- 1911년 5월 18일, 제천공립보통학교(堤川公立普通學校)로 개편 (개교기념일)
- 1938년 4월 1일, 제천제2공립심상소학교로 개칭
- 1941년 4월 1일, 제천소화공립국민학교(堤川昭和公立國民學校)로 개칭[1]
- 1945년 9월 24일, 제천동명공립국민학교로 개칭
- 1996년 3월 1일, 동명초등학교로 명칭 변경 (법률 제5069호)
- 2005년 12월 22일, 행복한 학교 교육감 표창
- 2007년 4월 9일, 방과후 원어민 영어학교 개설
- 2008년 5월 18일, 개교 100주년 행사
- 2013년 4월 16일, 천남동 교사 준공 (신축 이전)
- 2013년 9월 11일, 동명역사관 개관
- 2016년 2월 17일, 제104회 졸업생(90명, 누적 22,995명)
- 2016년 3월 1일, 초등 26학급(특수학급 1학급) 편성
- 2016년 9월 1일, 제28대 음용란 교장 부임
- 2019년 9월 1일, 제29대 조성봉 교장 부임
- 2022년 3월 1일, 초등 31학급(특수학급 1학급) 편성
- 2022년 9월 1일, 제 30대 고승식 교장 부임

## 학교 동문
테스트

## 참고 자료
- 동명초등학교 - 한국교육학술정보원 학교알리미